# Zakrzewo, Condado de Maków
Zakrzewo [zaˈkʂɛvɔ] es un pueblo ubicado en el distrito administrativo de Gmina Karniewo, dentro del Condado de Maków, Voivodato de Mazovia, en el este de Polonia central. Se encuentra aproximadamente a 8 kilómetros al noreste de Karniewo, a 4 kilómetros al noroeste de Maków Mazowiecki, y a 75 kilómetros al norte de Varsovia.